# Haris Zambarloukos
Haris Zambarloukos (* 11. März 1970 in Nikosia, Zypern) ist ein zypriotischer Kameramann.

## Leben
Haris Zambarloukos wollte ursprünglich Maler werden und zog zum Studium nach England, wo er die Central Saint Martins College of Art and Design besuchte. Doch bereits nach einem Jahr wechselte er das Fach und studierte Kamera. Nach seinem Abschluss als Bachelor of Fine Arts ging Zambarloukos ans American Film Institute, wo er 1997 mit einem Master of Fine Arts graduierte. Seine Abschlussarbeit war der Kurzfilm First Daughter, der anschließend auf einigen Filmfesten prämiert wurde, darunter auf dem San Jose Film Festival und dem Empire State Film Festival. Bevor er mit Camera Obscura erstmals eigenverantwortlich als Kameramann arbeitete, war er im Film Zivilprozess als Assistent für die Drehs in Los Angeles engagiert worden. Seitdem kann Zambarloukos auf eine Reihe international bekannter Produktionen zurückblicken wie Ein Trauzeuge zum Verlieben, 1 Mord für 2 und Mamma Mia!.
Neben seiner Filmarbeit drehte Zambarloukos Werbespots als Kameramann, darunter für Nike, Barclays und Kellog’s.

## Filmografie (Auswahl)
- 1997: First Daughter
- 1998: Zivilprozess (A Civil Action) (Kamera-Assistenz in Los Angeles)
- 2000: Camera Obscura
- 2004: Enduring Love
- 2005: Ein Trauzeuge zum Verlieben (The Best Man)
- 2005: Opa!
- 2006: Venus
- 2007: 1 Mord für 2 (Sleuth)
- 2007: Tödliche Magie (Death Defying Acts)
- 2008: Der Andere (The Other Man)
- 2008: Mamma Mia!
- 2011: Thor
- 2013: No Turning Back (Locke)
- 2014: Jack Ryan: Shadow Recruit
- 2015: Cinderella
- 2015: Eye in the Sky
- 2016: Verleugnung (Denial)
- 2017: Mord im Orient Express (Murder on the Orient Express)
- 2020: Artemis Fowl
- 2021: Belfast
- 2022: Tod auf dem Nil (Death on the Nile)
- 2023: Meg 2: Die Tiefe (Meg 2: The Trench)
- 2023: A Haunting in Venice
- 2024: Beetlejuice Beetlejuice

## Auszeichnungen
- British Independent Film Awards
  - 2004: Beste Technik – Liebeswahn – Enduring Love (nominiert)

- Critics’ Choice Movie Awards
  - 2022: Beste Kamera – Belfast (nominiert)